# Neottia nanchuanica
Neottia nanchuanica är en orkidéart som först beskrevs av Sing Chi Chen, och fick sitt nu gällande namn av Dariusz Lucjan Szlachetko. Neottia nanchuanica ingår i släktet näströtter, och familjen orkidéer. Inga underarter finns listade i Catalogue of Life.